# Nuoto ai Giochi della XXIV Olimpiade - 1500 metri stile libero maschili
Hanno partecipato alle batterie di qualificazione 35 atleti: i primi 8 si sono qualificati per la finale A.

## Batterie di qualificazione
24 settembre 1988
- Q = Qualificati per la finale

| Posizione | Atleta               | Paese            | Tempo    | Note |
| --------- | -------------------- | ---------------- | -------- | ---- |
| 1         | Matthew Cetlinski    | Stati Uniti      | 15:07.41 | Q OR |
| 2         | Vladimir Sal'nikov   | Unione Sovietica | 15:07.83 | Q    |
| 3         | Stefan Pfeiffer      | Germania Ovest   | 15:07.85 | Q    |
| 4         | Uwe Daßler           | Germania Est     | 15:08.91 | Q    |
| 5         | Mariusz Podkoscielny | Polonia          | 15:11.19 | Q    |
| 6         | Joerg Hoffmann       | Germania Est     | 15:14.13 |      |
| 7         | Rainer Henkel        | Germania Ovest   | 15:14.64 | Q    |
| 8         | Darjan Petric        | Jugoslavia       | 15:16.99 | Q    |
| 9         | Kevin Boyd           | Regno Unito      | 15:17.56 | Q    |
| 10        | Luca Pellegrini      | Italia           | 15:18.80 |      |
| 11        | M Mckenzie           | Australia        | 15:19.36 |      |
| 12        | Christopher Marchand | Francia          | 15:22.19 |      |
| 13        | Franck lacono        | Francia          | 15:22.66 |      |
| 14        | Jason Plummer        | Australia        | 15:22.85 |      |
| 15        | Valter Kalaus        | Ungheria         | 15:23.01 |      |
| 16        | Christopher Chalmers | Canada           | 15:23.22 |      |
| 17        | Stefan Persson       | Svezia           | 15:24.33 |      |
| 18        | Igor Majcen          | Jugoslavia       | 15:29.16 |      |
| 19        | Harry Taylor         | Canada           | 15:30.31 |      |
| 20        | Stefano Battistelli  | Italia           | 15:36.54 |      |
| 21        | Artur Wojdat         | Polonia          | 15:37.52 |      |
| 22        | Tony Day             | Regno Unito      | 15:38.75 |      |
| 23        | Lars Jorgensen       | Stati Uniti      | 15:39.51 |      |
| 24        | Dali Wang            | Cina             | 15:45.96 |      |
| 25        | Masashi Kato         | Giappone         | 15:47.35 |      |
| 26        | Cristiano Michelena  | Brasile          | 15:50.50 |      |
| 27        | Cristiano Mizumoto   | Giappone         | 15:52.06 |      |
| 28        | Norbert Agh          | Ungheria         | 15:52.80 |      |
| 29        | Ong Kuan Seng        | Malaysia         | 15:53.67 |      |
| 30        | Artur Costa          | Portogallo       | 15:56.13 |      |
| 31        | Ragnar Gudomundsson  | Islanda          | 15:57.54 |      |
| 32        | David Castro         | Brasile          | 15:57.89 |      |
| 33        | Mu Ming-Hsun         | Taipei cinese    | 15:59.74 |      |
| 34        | Yang Wook            | Corea del Sud    | 16:21.10 |      |
| 35        | Jonathan Sakovich    | Guam             | 16:26.77 |      |

## Finale
25 settembre 1988
| Posizione | Atleta               | Paese            | Tempo    | Note |
| --------- | -------------------- | ---------------- | -------- | ---- |
|           | Vladimir Sal'nikov   | Unione Sovietica | 15:00.40 |      |
|           | Stefan Pfeiffer      | Germania Ovest   | 15:02.69 |      |
|           | Uwe Daßler           | Germania Est     | 15:06.15 |      |
| 4         | Matthew Cetlinski    | Stati Uniti      | 15:14.76 |      |
| 5         | Mariusz Podkoscielny | Polonia          | 15:14.76 |      |
| 6         | Rainer Henkel        | Germania Ovest   | 15:18.19 |      |
| 7         | Kevin Boyd           | Regno Unito      | 15:21.16 |      |
| 8         | Darjan Petric        | Jugoslavia       | 15:37.12 |      |